# Zbigniew Bojarski
Zbigniew Jacek Bojarski (ur. 21 sierpnia 1921 w Posadówce, zm. 21 grudnia 2010 w Katowicach) – polski chemik, profesor specjalizujący się w krystalografii, strukturze metalu i nauce o materiałach.

## Życiorys
Ukończył Politechnikę Śląską w 1949 roku. Doktorat obronił w 1957 roku. Docent od 1956 roku, profesor nadzwyczajny od 1962, zwyczajny od 1971.
Pracował w Instytucie Nauki o Materiałach Uniwersytetu Śląskiego w Katowicach.
Od 1973 członek korespondent, od 1986 członek rzeczywisty PAN, a w latach 1999–2006 członek prezydium PAN. Był prezesem katowickiego oddziału Polskiej Akademii Nauk. Należał do PZPR od 1948 roku.

## Odznaczenia
- Złoty Krzyż Zasługi
- Krzyż Kawalerski Orderu Odrodzenia Polski
- Krzyż Armii Krajowej
- Order Sztandaru Pracy I oraz II klasy[4]

## Wybrane publikacje
- The mechanism of carbide solution during the austenization of high speed steels. „Journal Iron and Steel Institute”. 199, 1961.brak numeru strony
- Structure and properities of siderite concentrate pellets. „Journal Iron and Steel Institute”. 203, 1965.brak numeru strony
- Effect of Thermal Cycling on as-quenched and Aged Nickel-rich Ni-rich NiTi Alloy, J. Mat. Sci., 26 1991